# Jan Långben på vattenskidor
Jan Långben på vattenskidor (engelska: Aquamania) är en amerikansk animerad kortfilm med Långben från 1961.

## Handling
Långben har köpt en båt och ska åka vattenskidor med sin son. Plötsligt hamnar de i en vattenskidtävling, och trots att föraren som är sonen inte vet hur man kör båt, vinner de tävlingen.

## Om filmen
Filmen återanvänder delvis animation från den tidigare Långben-filmen Jan Långben tar chansen som släpptes 1951.
Filmen nominerades till en Oscar för bästa animerade kortfilm 1962, men förlorade till förmån för den jugoslaviska kortfilmen Surrogat från 1961.
Filmen har givits ut på VHS och DVD och finns dubbad till svenska.

## Rollista
- Pinto Colvig – Långben (Mr. X)
- Kevin Corcoran – Långbens son
- John Dehner – berättare[9]